# Liegi-Bastogne-Liegi 1988
La Liegi-Bastogne-Liegi 1988, settantaquattresima edizione della corsa, fu disputata il 17 aprile 1988 per un percorso di 260 km. Fu vinta dall'olandese Adrie van der Poel, al traguardo in 6h42'00" alla media di 38,806 km/h.
Dei 192 ciclisti alla partenza furono in 68 a portare a termine la gara.

## Ordine d'arrivo (Top 10)
| Pos. | Corridore          | Squadra        | Tempo    |
| ---- | ------------------ | -------------- | -------- |
| 1    | Adrie van der Poel | PDM            | 6h42'00" |
| 2    | Michel Dernies     | Lotto          | s.t.     |
| 3    | Robert Millar      | Fagor-MBK      | s.t.     |
| 4    | Steven Rooks       | PDM            | a 34"    |
| 5    | Sean Kelly         | KAS-Canal 10   | a 45"    |
| 6    | Luc Roosen         | Roland         | s.t.     |
| 7    | Charly Mottet      | Système U      | s.t.     |
| 8    | Rolf Sørensen      | Ariostea-Gres  | s.t.     |
| 9    | Phil Anderson      | TVM-Van Schilt | s.t.     |
| 10   | Martin Earley      | KAS-Canal 10   | s.t.     |